# SM9
SM9是中華人民共和國政府采用的一种标识密码标准，由国家密码管理局于2016年3月28日发布，相关标准为“GM/T 0044-2016 SM9标识密码算法”。
在商用密码体系中，SM9主要用于用户的身份认证。据新华网公开报道，SM9的加密强度等同于3072位密钥的RSA加密演算法。
SM9主要包括三部分：签名算法、密钥交换算法、加密算法，其中SM9签名算法收录于ISO/IEC 14888-3:2018《信息安全技术带附录的数字签名第3部分：基于离散对数的机制》。